# Tatu Chionga
Tatu J. Chionga, inna forma zapisu: Tatu Ghionga (ur. 1 marca 1944) – malawijski bokser, olimpijczyk, medalista igrzysk Brytyjskiej Wspólnoty Narodów.
Wystąpił na Letnich Igrzyskach Olimpijskich 1972 w wadze lekkiej. W 1/32 finału miał wolny los. W 1/16 finału przegrał jednogłośnie na punkty z Karelem Kašparem z Czechosłowacji.
Na Igrzyskach Brytyjskiej Wspólnoty Narodów 1970 w 1/8 finału pokonał Rogera Bowyera z Australii, a w 1/4 finału Marina Phillipsa z Walii (z obydwoma wygrał przed czasem). W półfinale przegrał na punkty ze Szkotem Johnem Gillanem, zdobywając brązowy medal. Był to pierwszy medal zdobyty przez malawijskiego sportowca na igrzyskach Wspólnoty Narodów.